# André Meunier
Pour les articles homonymes, voir Meunier.
André Meunier dit « Mureine », né le 26 avril 1905 à Neuvic (Dordogne) est un instituteur, militant et élu socialiste français. Arrêté pour ses activités de résistant à Bordeaux, il est déporté par les Allemands au camp de Hersbruck où il meurt le 20 décembre 1944.

## Biographie
André Meunier est né le 26 avril 1905 à Neuvic en Dordogne, dans une famille d’instituteurs. Il est le fils de Jean Meunier (1876-1962) et de Jeanne Ménéchal (1877-1967). Il étudie au lycée à Bordeaux, puis à l’école normale à partir de 1921. En 1924 il est nommé instituteur à l’école du hameau de Cérillan, à Saint-Médard-en-Jalles.
Le service militaire l’oblige à partir pour l’armée du Levant, de 1925 à novembre 1926, au sein de laquelle il participe à la guerre en Syrie. À son retour, il est nommé à Pauillac, puis à Preignac et enfin à Bordeaux, dans une école de la rue du Hamel.
André Meunier épouse en 1929 Germaine Grenier (1906-2002), fille d’un vigneron  et employée de commerce. Le couple a deux filles.

### L’engagement socialiste
Depuis 1923 alors âgé de 18 ans André milite à la Section française de l'Internationale ouvrière (SFIO). À la scission de 1933 (exclusion des néo-socialistes, centristes, qui formeront le Parti socialiste de France-Union Jean Jaurès et du courant d'extrême-gauche « Action socialiste »), il participe à la restauration de sa section girondine avec Fernand Audeguil, Robert Brettes, Gaston Cabannes, Edmond Costedoat, Raymond Guyon, Lucien Lerousseaux, Jean Meunier le père d'André, Bertrand Pinsolle et André Texier. Il succède à son père comme secrétaire de la Fédération socialiste de Gironde en 1936 puis partage le secrétariat fédéral avec Robert Vielle. De 1937 à 1939 il est élu au Conseil général de la Gironde dans 6e canton de la Gironde.

### La guerre
André Meunier est mobilisé le 4 septembre 1939, quand éclate la Seconde Guerre mondiale. La Wehrmacht repousse son régiment (le 12e Zouave) jusqu’en Suisse, et André est interné à Neuchâtel jusqu’à fin janvier 1941.
De retour à Bordeaux, il est l’un des premiers résistants et l’un des fondateurs du groupe « Libération-Nord » de l'Armée secrète qui organise des parachutages et diffuse des tracts clandestins. Il est également militant du Comité d'action socialiste.
Les Allemands l’interpellent le 5 août 1943 au titre des « mesures préventives d’ordre politique » et l’enferment au fort du Hâ, mais le relâchent faute de preuve le 18 novembre. Il poursuit ses activités de résistance, notamment en organisant dans tout le département des groupes armés. La Gestapo l’arrête à nouveau le 23 mai 1944 dans le prolongement de l’affaire Grandclément. Après avoir été torturé, il est déporté vers l’Allemagne. On trouve sa trace dans le camp de Dachau, à son annexe d’Allach, puis dans celui d’Hersbruck où il meurt le 20 décembre 1944 probablement d’un œdème généralisé et est enterré dans la fosse commune du camp. Sa mort ne sera annoncée qu’en août 1946 à la suite du témoignage d’un codétenu. À la Libération, sa femme Germaine participe à la reconstruction de la Fédération socialiste et est candidate aux élections cantonales de septembre 1945 sur le canton de Bordeaux-6.

## Hommages
André Meunier reçoit à titre posthume la Médaille de la Résistance française avec rosette et est fait Chevalier de la Légion d'Honneur.
À la Libération, Bordeaux donne son nom à une place de la ville.